# Lake Annette (Misuri)
Lake Annette es una ciudad del condado de Cass, Misuri, Estados Unidos. Tiene una población estimada, a mediados de 2022, de 109 habitantes.

## Geografía
Está ubicada en las coordenadas 38°39′13″N 94°30′21″O / 38.65361, -94.50583. Según la Oficina del Censo de los Estados Unidos, tiene una superficie total de 0.57 km², de la cual 0.40 km² corresponden a tierra firme y 0.17 km² están cubiertos de agua.

## Demografía
Según el censo de 2020, en ese momento había 107 personas residiendo en la zona. La densidad de población era de 267.50 hab./km². El 86.92% de los habitantes eran blancos, el 0.93% era asiático y el 12.15% eran de una mezcla de razas. Del total de la población, el 2.80% eran hispanos o latinos de cualquier raza.